# Igor Starigin
Igor Vladimirovich Starigin (en ruso, Игорь Владимирович Старыгин, Moscú, 13 de junio de 1946 – Moscú, 8 de noviembre de 2009) fue un actor de cine y teatro ruso.
Starigin estudió en el Instituto Ruso de Arte Teatral. Hizo más de 40 papeles, entre los más conocidos, el papel de Aramis en D'Artagnan y los tres mosqueteros (1979) y sus secuelas en 1992, 1993 y 2007. Otro de sus papeles conocidos fue el de la serie de televisión Gosudarstvennaya granitsa en la década de los 80. En su faceta teatral, Starigin trabajó en el Teatro de Arte de Moscú y en el Teatro de Mossovet.
El actor moriría a los 63 años productor de un infarto. Fue enterrado en el Cementerio Troyekúrovskoye.

## Filmografía
- Vozmezdie (Возмездие, 1967)
- Dozhivyom do ponedelnika (Доживём до понедельника, 1968)
- Adyutant ego prevoskhoditelstva (Адъютант его превосходительства, 1969) (Serie de TV)
- Obvinyayutsya v ubiystve (Обвиняются в убийстве, 1969)
- Goroda i gody (Города и годы, 1973)
- Krasnoe i chernoe (Красное и чёрное, 1976)
- D'Artagnan y los tres mosqueteros (Д’Артаньян и три мушкетёра, 1978)
- Gosudarstvennaya granitsa: Mirnoe leto 21-go goda... (Государственная граница. Мы наш, мы новый..., 1980)
- Gosudarstvennaya granitsa: My nash, my novyy... (Государственная граница. Мирное лето 21-го года, 1980)
- Lunnaya raduga (Лунная радуга, 1983)
- Mushketyory dvadtsat let spustya (Мушкетёры двадцать лет спустя, 1992)
- Tayna korolevy Anny ili mushketyory 30 let spustya (Тайна королевы Анны, или Мушкетёры тридцать лет спустя, 1993)
- Vozvrashchenie mushketyorov, ili Sokrovishcha kardinala Mazarini (Возвращение мушкетёров, или Сокровища кардинала Мазарини, 2007)